# AKB0048
AKB0048 är en anime som är baserad på tjejgruppen AKB48. Serien sändes mellan den 29 april och 22 juli 2012.